# غونفالد كيم
غونفالد كيم هو أمين الأرشيف ومؤرخ نرويجي، ولد في 1903، وتوفي في 1967.